# Henry Morton Stanley
Henry Morton Stanley (Denbigh, País de Gales, 28 de janeiro de 1841 – Londres, 10 de maio de 1904) foi um jornalista que se tornou famoso pela sua viagem através da África em busca do explorador britânico David Livingstone e pelo seu papel na criação do Estado Livre do Congo.

## Biografia
John Rowlands era o seu nome de registro e foi criado num orfanato. Com 18 anos, partiu para os Estados Unidos da América onde se tornou amigo de um rico comerciante chamado Stanley, que mais tarde o adotou, dando-lhe o seu nome. Depois de servir como soldado dos dois lados da Guerra Civil Americana, Stanley foi recrutado pelo coronel Samuel Forster Tappan como correspondente para vários jornais. Em breve, ele passou a trabalhar exclusivamente para James Gordon Bennett, fundador do New York Herald e, mais tarde, Stanley descreveu esta primeira fase da sua vida profissional no primeiro volume do seu livro My Early Travels and Adventures in America and Asia (“As Minhas Primeiras Viagens e Aventuras na América e na Ásia”), publicado em 1895.
Como correspondente do Herald, Stanley foi instruído em 1869 pelo filho de Bennett (que tinha substituído o pai na gestão do jornal) para descobrir o missionário e explorador David Livingstone, que tinha chegado a África à procura da nascente do rio Nilo e de quem não havia notícias havia algum tempo. Stanley perguntou quanto poderia gastar e a resposta foi "Levante £ 1 000 agora e, quando as gastar, levante mais mil e quando as terminar, mais mil e continue a gastar — MAS ENCONTRE LIVINGSTONE!"

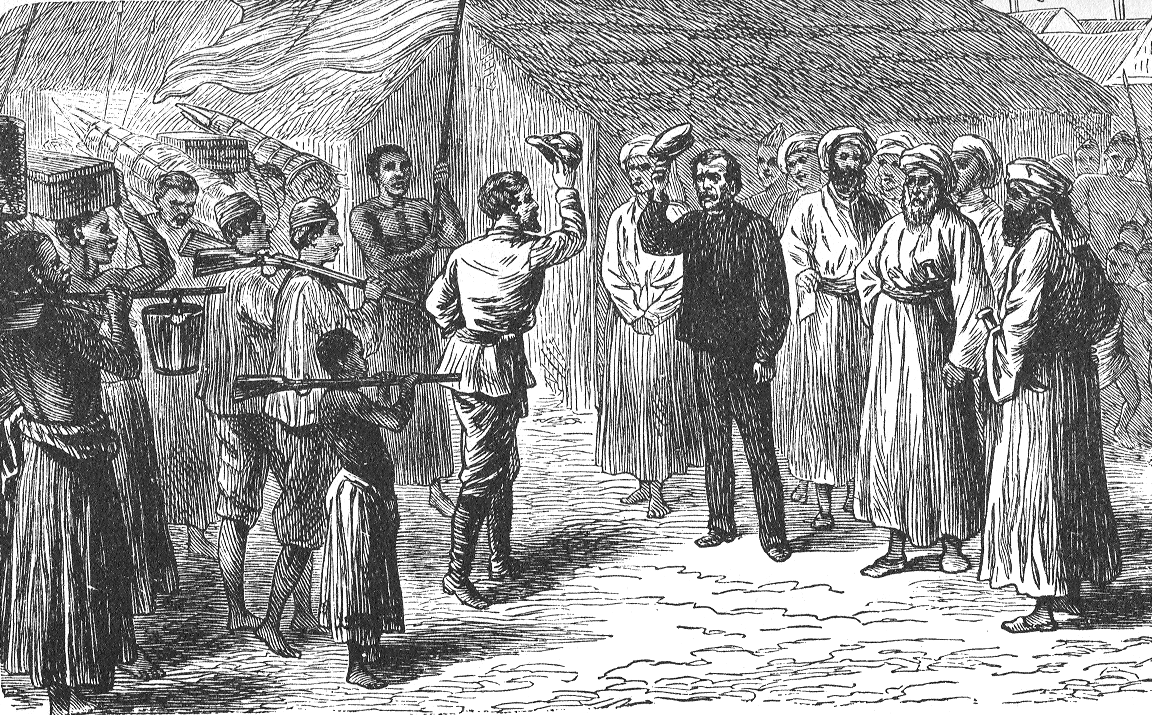
Ilustração do famoso encontro entre Henry Morton Stanley (esq.) e David Livingstone (dir.), ocorrido na localidade tanzaniana de Ujiji em 1871

Partindo de Zanzibar com 200 carregadores e tudo o que havia de melhor para uma expedição, o jornalista encontrou Livingstone no dia 10 de Novembro de 1871 em Ujiji, perto do Lago Tanganyika, presentemente na Tanzânia, e saudou-o (de acordo com os seus próprios escritos) com a famosa frase "Dr. Livingstone, I presume?". A frase é famosa por parecer irónica: poderia traduzir-se como “Creio que seja o Dr. Livigston, não é?” Evidentemente, não poderia ser mais ninguém, uma vez que ele era o único branco que Stanley tinha visto desde deixar Zanzibar.
Stanley juntou-se-lhe para explorar a região, até ficarem seguros que não havia ligação entre o Lago Tanganica e o Nilo. Livingston estava na verdade explorando a parte superior de um grande rio do interior chamado Rio Lualaba que se revelou como sendo o alto rio Congo. Quando regressou, Stanley escreveu um livro com as suas experiências e o New York Herald, em parceria com o  Daily Telegraph  da Grã-Bretanha, decidiram financiar uma nova expedição de Stanley a África, com o principal objectivo de resolver o último grande mistério do continente negro, o curso do rio Congo até ao mar.
Nesta segunda expedição (1874-1877), Stanley chegou ao Lago Tanganica onde ele já sabia existir uma das nascentes do Congo e daí navegou por 1 600 km Lualaba abaixo (alto Congo) até ao grande lago no rio que ele chamou de Stanley Pool (agora chamado de Lago Malebo, junto do qual se encontram as cidades de Brazavile e Quinxassa). Então, ao invés de continuar pelas impenetráveis cataratas Livingston, Stanley optou por um longo desvio através da região para se aproximar da feitoria portuguesa em Boma no estuário do Congo.

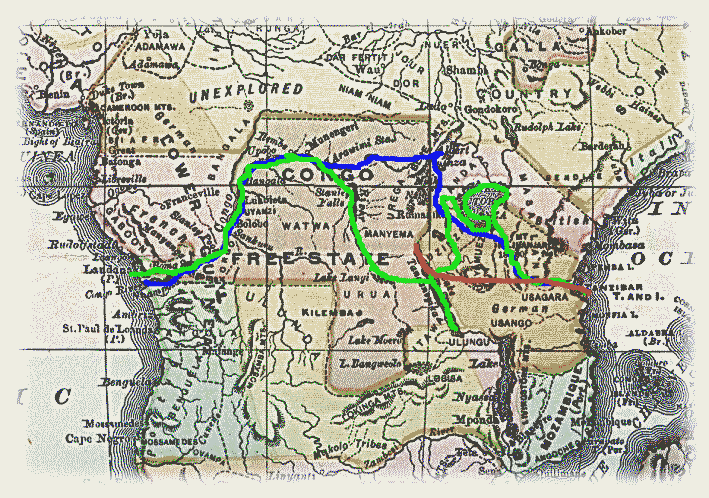
Mapa das famosas expedições empreendidas por Henry Morton Stanley pelo interior da África entre 1871 e 1889

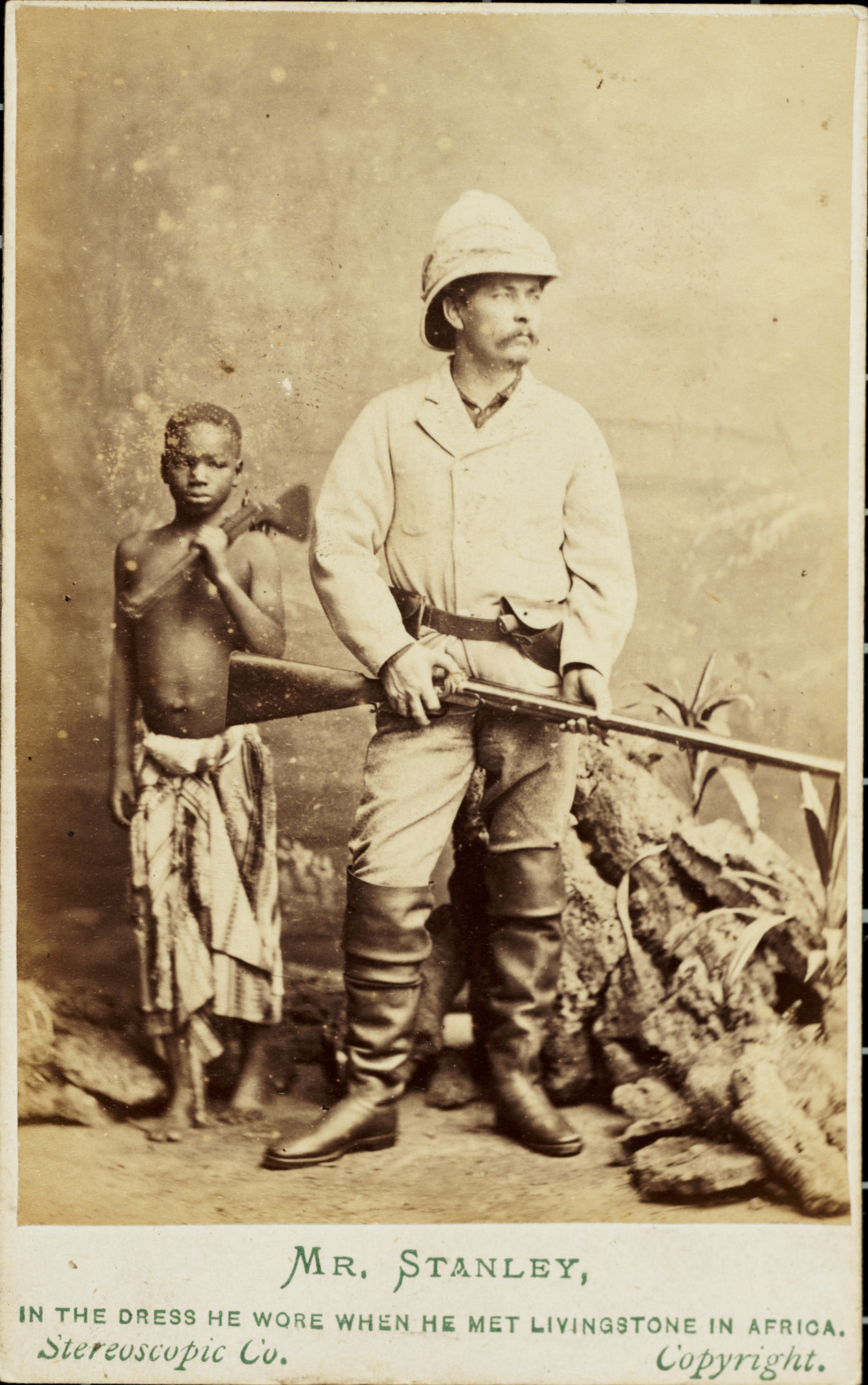
Henry Morton Stanley ao lado do seu criado africano Kalulu em 1872.

Stanley foi consagrado em toda a Europa. Ele escreveu artigos, apareceu em reuniões públicas, fez lobby junto dos ricos e poderosos, e sempre seu tema era a oportunidade para exploração comercial das terras que ele descobriu ou, em suas palavras, "despejar a civilização europeia no barbarismo africano."
"Há 40 000 000 de pessoas nuas do outro lado das cataratas", escreveu Stanley, "e os industriais têxteis de Manchester estão à espera de os vestir... as fábricas de Birmingham estão a fulgurar com o metal vermelho que será transformado em objectos metálicos de todos os tipos e aspectos que os irão decorar... e os ministros de Cristo estão zelosos de trazer as suas pobres almas para a fé cristã."
Esta conversa abriu o apetite do rei Leopoldo II da Bélgica que rapidamente organizou uma “sociedade” (da qual ele era presidente e único membro...) para colonizar o Congo e, em 1879, contratou Stanley para organizar esta empresa. Assim nasceu o “Estado Livre do Congo”. Durante a Conferência de Berlim, Stanley foi responsável pelo apoio dos Estados Unidos da América à pretensão de Leopoldo da Bélgica pelo Congo.
A sua última missão em África foi uma expedição iniciada em 1886 para "salvar" Emin Paxá, governador de Equatória no sul do Sudão, hoje no Sudão do Sul. Depois de muitas dificuldades e mortes, Stanley encontrou Emin em 1888, descobriu o maciço Ruwenzori e o lago Edward e emergiu do interior de África com Emin e os seus seguidores sobreviventes nos finais de 1890. Esta façanha permitiu à Grã-Bretanha assegurar a posse do Uganda.
Stanley, que se tinha naturalizado americano, voltou a adoptar a nacionalidade britânica, conseguiu ser eleito para o parlamento, onde serviu entre 1895-1900 e foi galardoado com o título de cavaleiro pela rainha Vitória em 1899.
No entanto, estas aparentes vitórias não pouparam Stanley de muita controvérsia sobre violência e brutalidade durante as suas expedições a África. Apesar dos seus esforços para se defender, ficou patente sua opinião de que "o selvagem só respeita a força, a intrepidez e o poder de decisão." Esta opinião pode ter sido a causa de Stanley ser conhecido no Congo como Bula Matari, ou “O Destruidor de Rochas”). 
Stanley morreu em Londres em 10 de Maio de 1904, e o seu túmulo, no cemitério da igreja de São Miguel, em Pirbright, (Surrey) está marcado por uma gigantesca pedra de granito.

## Curiosidades
- Em 1939, foi realizado um popular filme chamado “Stanley e Livingstone”, no qual Spencer Tracy fazia de Stanley e Cedric Hardwicke de Livingstone.
- Ray Thomas, flautista e vocalista dos Moody Blues, compôs uma canção chamada, "Dr. Livingstone, I Presume, " que integrou o seu álbum de 1968, “In Search Of The Lost Chord”.
- A Nintendo produziu um jogo em 1992 chamado The Search for Dr. Livingston.[1]
- Stanley Electric Co., Ltd., uma companhia de Tokyo Japão conseguiu os direitos para usar o nome de Stanley em honra das suas descobertas "que trouxeram à luz muitas regiões do mundo que eram antes desconhecidas da humanidade". A companhia produz artefactos elétricos.
- O bisneto de Henry, Richard Stanley, é um conhecido realizador de cinema sul-africano.[2]